# Mark Todd
Sir Mark Todd, KNZM OBE (* 1. března 1956 Cambridge) je novozélandský jezdec specializující se na jezdeckou všestrannost. Byl Mezinárodní jezdeckou federací (FEI) volen žokejem 20. století. Získal pro Nový Zéland dvě zlaté medaile a to na Letních olympijských hrách 1984 (Los Angeles) a 1988 (Soul). Také tři bronzové medaile z let 1988, 2000 a 2012. Když na Letních olympijských hrách 2012 vyhrál bronzovou medaili, stal se sportovcem s nejdelším rozestupem mezi první a poslední medailí. Tento rozestup činil osmadvacet let.
Roku 1988 byl také zvolen sportovcem roku pro Nový Zéland. Ve stejném roce se také zapsal do novozélandské sportovní síně slávy. Todd a žokej Andrew Nicholson jsou první Novozélanďané, kteří soutěžili na šesti olympiádách. Vůbec nejvíce olympiád navštívil Kanaďan Ian Millar, také žokej, který soutěžil na deseti olympiádách.

## Život
Mark Todd se narodil 1. března 1956 v malém městě Cambridge na Novém Zélandu a již jako malý si jezdectví a koně zamiloval. Také byl členem pony klubu a soutěžil v místních jezdeckých soutěžích. Todd se chtěl stát žokejem, avšak plány mu zkřížila jeho výška – během krátké doby rychle vyrostl a měřil téměř 190 cm. Drezuru tedy nahradil parkurem, kde výška jezdce tolik neomezuje. Jeho kolega Andrew Nicholson o něm řekl: „Mark může jezdit cokoliv! Mohl jet cross country na dojnici.“
Po opuštění školy se Todd zaměřuje na zemědělství a získá diplom z Waikato Technical Institute. Pracoval na farmách, zatímco se věnoval ježdění a prodávání koní.
V roce 1986, jako třicetiletý, se oženil s Carolyn Berry, se kterou měl později děti Jamese a Lauren. V roce 2009 se pár rozešel, ale již roku 2014 se konala svatba, kde se znovu vzali. Za svědky na druhé svatbě jim šly děti, jinak byl ceremoniál tajný.
V roce 1998 Todd vydal svoji autobiografii s názvem So Far, So Good. Ještě před tímto dílem ale publikoval jiné knihy: Charisma (1989), One Day Eventing, Mark Todd's Cross-Country Handbook (1995) nebo Novice Eventing with Mark Todd (1996).

## Kariéra

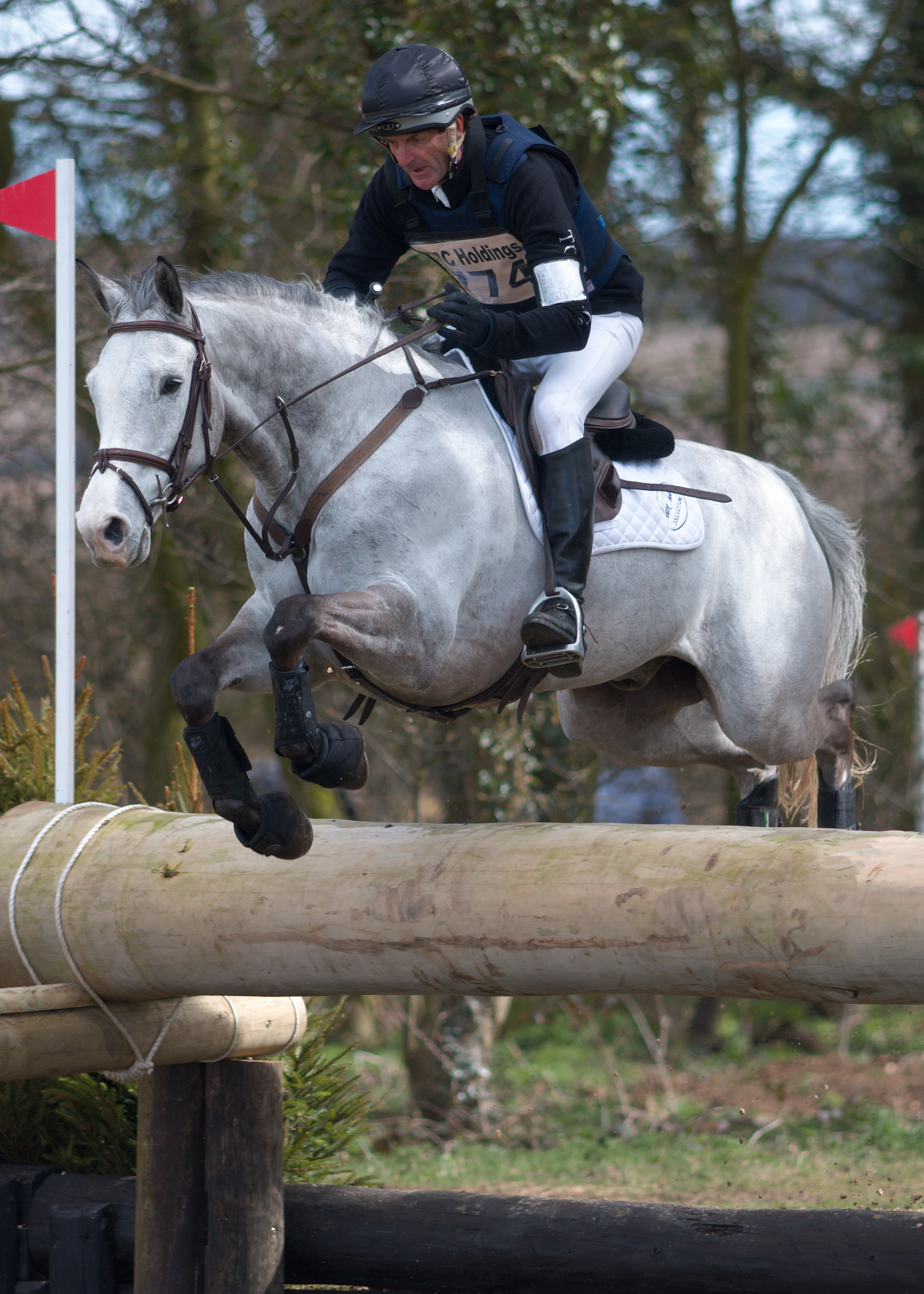
Mark Todd na koni Regent Lad na soutěži cross-country v roce 2010

První větší Toddova zkušenost se závody přišla v roce 1978, kdy byl součásti novozélandského družstva na světovém šampionátu v Lexingtonu v Kentucky. Po drezuře byl na desátém místě steeplechase jej posunul na místo druhé. Toddův kůň Tophunter se ale při cross-country poranil a ukončil tak žokejovu účast na šampionátu. Následně se Todd přestěhoval do Anglie, kam si přivedl kolegu Andrewa Nicholsona jako čeledína na statek.
Todd je uznávaným průkopníkem jezdecké všestrannosti na Novém Zélandu. I díky němu se později známí jezdci jako například Blyth Tait (olympijský vítěz 1996) dali na všestranností soutěže. Vaughn Jefferis (bronzový medailista na olympijský hrách 1996) o Toddovi řekl: „My všichni Marku Toddovi hodně dlužíme. Byl první a vydláždil pro nás cestu.“

### Účast na LOH
Todd se stal na Novém Zélandu oblíbeným sportovcem, stejně jako někteří jeho koně. Jedním z nic byl i Charisma (1972–2003), který je považován za jednoho z nejvyšších koní, kteří kdy soutěžili – měřil 160 cm v kohoutku a to i přestože jeho matka byla drobná klisna plemene connemarský pony. S tímto koněm vyhrál Todd dvě zlata a bronz na olympiádách v letech 1984 a 1988. Roku 2003, jako třicetiletý, byl Charisma uspán.
Roku 1885 se Todd stal držitelem Řádu britského impéria.
Na Letních olympijských hrách v Sydney získal Todd individuální bronzovou medaili. Jeho vítězství ale komentoval magazín Sunday Mirror, který Todda obvinil z toho, že krátce před závodem užil kokain – se svým homosexuálním partnerem. O tomto skandálu se dlouho mluvilo a téměř stál Todda i místo v novozélandském družstvu.

### Odchod do důchodu
Po Letních olympijských hrách 2000 odešel Todd do důchodu a s rodinou se odstěhoval na farmu nedaleko jeho rodného Cambridge. Soustředil se především na chov koní a výrobu a prodej postrojů na ně. V roce 2004 se opět na LOH objevil, tentokrát ale jako trenér družstva jezdecké všestrannosti.

### Návrat
Dne 25. ledna 2008 magazín Horse & Hound oznámil, že osm let po odchodu do důchodu se Mark Todd chystá vrátit. Koupil desetiletého šedého hřebce jménem Gandalf, se kterým se chtěl účastnit nadcházejících Letních olympijských hrách v Pekingu. Jeho návrat a kvalifikace na hry byla sponzorována New Zealand Bloodstock. Dne 19. května toho roku se umístil na šestém místě na třídenní soutěži v jezdecké všestrannosti ve Francii. Následně se mu podařila i kvalifikace na LOH. Tým Nového Zélandu se nakonec na olympiádě umístil na pátém místě, Todd v něm předvedl druhý nejlepší individuální výkon. V samotné soutěži jednotlivců ale skončil až na sedmnáctém místě.
V únoru 2009 Todd oznámil svůj plnohodnotný návrat v postu žokeje a znovu se přemístil do Anglie, kde koupil hned několik koní. Roku 2012 se znovu účastnil olympiády a jeho družstvo získalo bronzovou medaili.